# Cosmoscarta peguensis
Cosmoscarta peguensis är en insektsart som beskrevs av Schmidt 1910. Cosmoscarta peguensis ingår i släktet Cosmoscarta och familjen spottstritar. Inga underarter finns listade i Catalogue of Life.